# Luciano Ganci
Luciano Ganci (Roma, 29 gennaio 1982) è un tenore italiano.

## Biografia
Luciano Ganci ha iniziato la sua formazione musicale all'età di nove anni, entrando a far parte dei Pueri Cantores della Cappella Musicale Pontificia "Sistina", dove ha studiato canto, pianoforte e organo. Ha svolto attività di organista in diverse basiliche e chiese romane e, a partire dal 2000, ha accompagnato alcune celebrazioni in Vaticano, incluse quelle presiedute da papa Giovanni Paolo II, per il quale ha suonato anche durante la veglia funebre. Numerose anche le esperienze come vocalist e doppiatore.
Parallelamente alla carriera musicale, ha studiato ingegneria civile conseguendo la laurea in Urbanistica e Pianificazione Territoriale nel 2008.
Dal 2005 ha intrapreso lo studio del canto lirico, perfezionandosi principalmente sotto la guida di Otello Felici. 

## Carriera
Dopo alcune esperienze in ruoli minori, ha debuttato come protagonista ne La traviata, Madama Butterfly, La bohème e Cavalleria rusticana. Fino al 2012 ha alternato l'attività artistica con un impiego presso Terna Spa, per poi dedicarsi esclusivamente alla carriera artistica.
Nel 2012 ha debuttato all'Haus für Mozart di Salisburgo nel ruolo di Alfredo Germont ne La traviata e al Teatro Verdi di Trieste ne L'amico Fritz. Da quel momento ha calcato i palcoscenici di numerosi teatri internazionali, tra cui il Teatro alla Scala, il Teatro di San Carlo, l'Arena di Verona, il Gran Teatre del Liceu di Barcellona, il Bolshoi e il Mariinskij in Russia, la Staatsoper di Vienna e Monaco di Baviera, oltre a teatri in Cina, Giappone, Canada e India.
Il suo repertorio include opere del grande repertorio operistico, nonché titoli meno rappresentati come Stiffelio, Giovanna d'Arco, Aroldo e Alzira di Verdi, Francesca da Rimini di Zandonai, Edmea di Catalani e Dalinda di Donizetti.
Nel corso della sua carriera ha interpretato numerosi ruoli, tra cui Alfredo Germont in La traviata, Rodolfo in La bohème, Pinkerton in Madama Butterfly, Cavaradossi in Tosca, Don Alvaro in La forza del destino, Radamès in Aida, Andrea Chénier nell'omonima opera e Gabriele Adorno in Simon Boccanegra. Ha inoltre partecipato a prestigiosi festival come il Festival Verdi di Parma, il Festival di Salisburgo e il Macerata Opera Festival.
Nel 2024 ha debuttato alla Den Norske Opera di Oslo in Madama Butterfly e al Festival di Salisburgo nel Requiem di Verdi sotto la direzione di Antonio Pappano. Ha inoltre interpretato il ruolo di Radamès in Aida al Tokyo Spring Festival diretto da Riccardo Muti e ha debuttato nei ruoli di Des Grieux in Manon Lescaut e Calaf in Turandot . Nello stesso anno è tornato al Teatro alla Scala per La forza del destino.

## Repertorio
| Autore      | Composizione                                                  | Ruolo                    |
| ----------- | ------------------------------------------------------------- | ------------------------ |
| Beethoven   | Christus am Ölberge                                           | Christus                 |
| Beethoven   | Sinfonia n. 9 in re minore per soli, coro e orchestra op. 125 | tenore                   |
| Bellini     | Norma                                                         | Pollione                 |
| Bizet       | Carmen                                                        | Don José                 |
| Catalani    | Edmea                                                         | Oberto                   |
| Cilea       | Adriana Lecouvreur                                            | Maurizio di Sassonia     |
| Donizetti   | Lucia di Lammermoor                                           | Edgardo di Ravenswood    |
| Donizetti   | Dalinda                                                       | Ildemaro                 |
| Giordano    | Andrea Chénier                                                | Andrea Chénier           |
| Giordano    | Fedora                                                        | Loris Ipanoff            |
| Leoncavallo | Pagliacci                                                     | Canio                    |
| Mascagni    | Cavalleria rusticana                                          | Turiddu                  |
| Mascagni    | L'amico Fritz                                                 | Fritz Kobus              |
| Mozart      | Krönungsmesse K 317                                           | tenore                   |
| Mozart      | Le nozze di Figaro                                            | Don Basilio / Don Curzio |
| Mozart      | Vesperae solennes de confessore                               | tenore                   |
| Mozart      | Messa di requiem in Re minore K 626                           | tenore                   |
| Puccini     | Gianni Schicchi                                               | Gherardo                 |
| Puccini     | La bohème                                                     | Rodolfo                  |
| Puccini     | Le Villi                                                      | Roberto                  |
| Puccini     | Madama Butterfly                                              | B. F. Pinkerton          |
| Puccini     | Manon Lescaut                                                 | Renato Des Grieux        |
| Puccini     | Messa di gloria                                               | tenore                   |
| Puccini     | Tosca                                                         | Mario Cavaradossi        |
| Puccini     | Turandot                                                      | Calaf                    |
| Rossini     | Mosè                                                          | Amenofi                  |
| Rossini     | Petite Messe Solennelle                                       | tenore                   |
| Verdi       | Aida                                                          | Radames                  |
| Verdi       | Alzira                                                        | Zamoro                   |
| Verdi       | Aroldo                                                        | Aroldo                   |
| Verdi       | Attila                                                        | Foresto                  |
| Verdi       | Don Carlo                                                     | Don Carlo                |
| Verdi       | Giovanna d'Arco                                               | Carlo VII°               |
| Verdi       | I due Foscari                                                 | Jacopo Foscari           |
| Verdi       | I Lombardi alla prima crociata                                | Oronte                   |
| Verdi       | Il corsaro                                                    | Corrado                  |
| Verdi       | Il trovatore                                                  | Manrico                  |
| Verdi       | La forza del destino                                          | Don Alvaro               |
| Verdi       | La traviata                                                   | Alfredo Germont          |
| Verdi       | Luisa Miller                                                  | Rodolfo                  |
| Verdi       | Macbeth                                                       | Macduff                  |
| Verdi       | Macbeth (versione 1865 in francese)                           | Macduff                  |
| Verdi       | Messa da Requiem                                              | tenore                   |
| Verdi       | Nabucco                                                       | Ismaele                  |
| Verdi       | Rigoletto                                                     | Il duca di Mantova       |
| Verdi       | Simon Boccanegra                                              | Gabriele Adorno          |
| Verdi       | Stiffelio                                                     | Stiffelio                |
| Verdi       | Un ballo in maschera                                          | Riccardo                 |
| Zandonai    | Francesca da Rimini                                           | Malatestino dall'Occhio  |

## Premi e riconoscimenti
2007 – Prescelto, nel quadro del “Progetto Giovani Tenori”, per partecipare allo spettacolo in onore di Franco Corelli “La Festa delle Muse” al Teatro di Ancona.
2009 – Primo premio assoluto, premio della critica, premio del pubblico al Concorso Lirico internazionale “Ottavio Ziino”.
2010 – Premio Internazionale Giuseppe Verdi come “Giovane promessa della lirica”
2010 – Premio del Circolo Amici della Lirica al Concorso Internazionale “Iris Adami Corradetti”.
2016 – International Opera Awards “Opera Star” - Premio speciale Golden Opera per la “New Generation”.
2025 – Premio Beniamino Gigli

## Discografia
- Donizetti - Dalinda - Ohems Classic - CD - Berliner Operngruppe - prima mondiale
- Rossini - Mosè in Egitto – Cmajor – DVD/Blu-Ray – Veneranda Fabrica del Duomo di Milano 2015). Con Ruggero Raimondi (Mosè).Direttore: Francesco Quattrocchi – Regia:  Cecilia Ligorio
- Verdi - Stiffelio (Full Opera) – NAXO - DVD/Blu-Ray – Parma, Festival Verdi 2017. Con Maria Katzarava (Lina), Francesco Landolfi (Stankar) Direttore: Guillermo Garcia Calvo – Regia: Graham Vick
- Verdi - Giovanna d'Arco (Full opera) – UNITEL – DVD/Blu-Ray – Parma, Festival Verdi 2016. Con Vittoria Yeo (Giovanna), Vittorio Vitelli (Giacomo) Direttore: Ramon Tebar – Regia: Peter Greenaway
- Mascagni in concert – CD – Chandos - Direttore: Gianandrea Noseda
- Leoncavallo - Pagliacci – Warner Classic – CD – Con Roberto Frontali (Tonio), Francesca Dotto, (Nedda).Direttore: Filippo Arlia